# Westelijke lintslang
De westelijke lintslang (Thamnophis proximus) is een slang uit de familie toornslangachtigen (Colubridae) en de onderfamilie waterslangen (Natricinae).

## Naam en indeling
De wetenschappelijke naam van de soort werd voor het eerst voorgesteld door Thomas Say in 1823. Oorspronkelijk werd de wetenschappelijke naam Coluber proximus gebruikt en later werd de slang beschreven onder de naam Eutaenia proxima.

## Uiterlijke kenmerken
Deze slang heeft een dun lichaam met gekielde dorsale schubben en lichte, overlangse strepen. De totale lichaamslengte bedraagt ongeveer 50 tot 100 centimeter.

## Levenswijze
Op het menu staan voornamelijk kikkers, kikkervisjes en kleine vissen. De slang is snel en beweeglijk en is een goede zwemmer die zijn prooi vaak onderwater achtervolgt. De vrouwtjes zijn eierlevendbarend en brengen volledig ontwikkelde jongen ter wereld, een worp bestaat jaarlijks uit maximaal 24 jongen.

## Verspreiding en habitat
De soort komt voor in delen van Noord- en Midden-Amerika en leeft in de landen Mexico, de Verenigde Staten, Guatemala, Belize, El Salvador, Honduras, Nicaragua en Costa Rica. De habitat bestaat uit bossen, savannen, scrublands, graslanden en met name vele verschillende typen draslanden. Ook in door de mens aangepaste streken zoals vijvers, grote wateropslagplaatsen, kanalen en geïrrigeerde akkers kan de slang worden aangetroffen. De soort is aangetroffen van zeeniveau tot op een hoogte van ongeveer 2438 meter boven zeeniveau.

## Beschermingsstatus
Door de internationale natuurbeschermingsorganisatie IUCN is de beschermingsstatus 'veilig' toegewezen (Least Concern of LC).

## Ondersoorten
De soort wordt verdeeld in zes ondersoorten die onderstaand zijn weergegeven, met de auteur en het verspreidingsgebied.
| Naam                              | Auteur        | Verspreidingsgebied                   |
| --------------------------------- | ------------- | ------------------------------------- |
| Thamnophis proximus alpinus       | Rossman, 1963 | Mexico (Chiapas)                      |
| Thamnophis proximus diabolicus    | Rossman, 1963 | Verenigde Staten (Texas, New Mexico)  |
| Thamnophis proximus orarius       | Rossman, 1963 | Verenigde Staten (Texas, Louisiana)   |
| Thamnophis proximus proximus      | Say, 1823     | De rest van het verspreidingsgebied.  |
| Thamnophis proximus rubrilineatus | Rossman, 1963 | Verenigde Staten (Texas)              |
| Thamnophis proximus rutiloris     | Cope, 1885    | Costa Rica, Mexico (Guerrero, Oaxaca) |